# Iulia Ioniță
Iulia Ioniță (n. 2 septembrie 1997, București) este o scriitoare de romane young adult și ficțiune din România. A debutat în lumea literară la vârsta de șaptesprezece ani cu romanul pentru adolescenți Flori în păr, publicat în luna februarie 2016 la Editura Datagroup. În iunie 2018, la aceeași editură, apare traducerea în limba germană, „Blumen im Haar”.
În luna aprilie 2017, Ioniță a anunțat apariția noului ei roman, „Percepții Inconștiente”, la editura Librex Publishing. În luna mai a anului 2017, apare cel de al doilea roman, „Percepții Inconștiente”, un amestec de ficțiune cu mitologie, ezoterism, horror, dar și mult mister, la editura Librex. Continuarea, „Ușa de dincolo de viață”, apare la aceeași editură în aprilie 2018. Volumul 3 al seriei "Percepții Inconștiente" se numește "Furie Mută".
În 2021, Iulia a publicat cărți de poeme, denumite de ea antipoeme pe Wattpad: Lebede Negre, Singularitate, Închinarea Balanței și Prolog.
„Îmi place să scriu, pentru că mă exteriorizez diferit, exprim mult mai bine ceea ce am de spus. Am o imaginație care nu vrea deloc să tacă, multe impresii... Uneori simțeam că orice îmi trece prin cap ar trebui scris, dar m-am gândit puțin mai bine. Nu e normal, nu e ok. Dar până la urmă, când un gând vrea atât de mult să iasă din tine, de ce să nu îi dai voie? De ce să ne limităm și să impunem reguli minții? Dacă și de la gânduri ne-am înfrâna și le-am lăsa de izbeliște pe undeva prin univers, cine am mai fi noi?”,, spune Iulia Ioniță. „Am început, pur și simplu, să îmi trăiesc viața așa cum vreau eu. Să fiu ceea ce am visat de când eram mică. Cea mai bună variantă a mea. Eram „satanistă”, „drogată”, „denaturată” and so on, numită de cei din jur. Și mi-a luat mult să mă trezesc la realitate. Și, automat, m-am schimbat pe interior, și voiam și pe exterior. Asta am fost mereu. Am vrut să arăt cine sunt eu cu adevărat, și asta am făcut. M-am găsit pe mine. Și ăsta e cel mai bun lucru care mi s-a întâmplat vreodată.” 
Primul contact cu scrisul a fost blogul ei denumit Jurnalul Meu de Aberații, în 2009.
În 2017, Ioniță și-a început propriul canal de Youtube, în care vorbește despre întâmplările din viața ei.

## Viață personală
Iulia Ioniță a terminat liceul în 2016. Are multe povești despre liceu și facultate pe canalul ei de YouTube.
Iulia a spus în videoclipurile ei că pasiunile sale pe lângă scris sunt pictatul, montajul video, filmele de groaza și gamingul. 

## Cărți publicate

### Flori în păr
Flori în păr a fost publicată pe 7 februarie 2016 și lansată în aceeași zi la Grill Pub, în București. „Noi suntem acei copii care fumează iarbă. Acei copii care nu beau „o bere” într-un restaurant de fițe, ci care se duc unii la alții acasă ca să bage pastile până uită de realitate și uită cine sunt. Suntem acei copii care nu își fac temele. Care pleacă de la ore ca să compună un cântec. Suntem copiii care, dacă nu te suportă, îți scriu numele pe o țigară și te fumează. Și devii spulberat. Noi suntem copiii fără regrete. Pentru că știm că, atunci când am făcut-o, am fost fericiți.”
Pentru 2019, Ioniță a anunțat Flori în păr 2.

### Seria „Percepții Inconștiente”
Primul volum, Percepții Inconștiente: Molly Harpens este o elevă de liceu ce duce o viață aparent obișnuită.  Crescută la orfelinat de mică, aceasta locuiește acum în casa mătușii ei, mereu plecată prin lume. După o întâmplare care îi face pe colegii ei să o urască și care îi transformă prietenii în dușmani, Molly devine ținta unor fenomene pe care nu și le poate explica. Primește cadouri dezgustătoare de la un anonim obsedat, devine singuratică și ajunge să-și petreacă întreaga zi pe deep web, acolo unde descoperă un loc ce are să-i schimbe viața. Ajunge într-o situație de viață și de moarte, din care nu mai poate ieși. Un Conte întunecat va renaște, Justițiarii Întunericului iau vieți nevinovate, iar Molly se află într-un slalom de sentimente între urmașul unei familii regale și un băiat misterios, ce sigur are ceva de ascuns. Alături de noii ei prieteni, aceasta trebuie să lupte sau să moară, aflând detalii din trecutul ei; ghidați de Guru, posedați de forme întunecate, vindecați de către cele bune, bântuiți de creaturi îngrozitoare cu intenții ascunse, aceștia hoinăresc prin celelalte lumi pentru a o salva pe cea temporară, de aici.În șapte Ere, protagonista noastră învață despre destin, energii, fenomene ciudate și află răspunsuri la toate întrebarile pe care le-a avut vreodată.Răul revine sub orice formă, atunci când te aștepți mai puțin.
Partea a doua, Ușa de Dincolo de Viață: "Lupta dintre bine și rău, un subiect nesecat de inspirație, pentru că este suficient să privim în noi înșine, pentru a ne descoperi conflictele interioare, pentru a ne păcăli demonii. Ne împrietenim cu ei, apoi îi doborâm. Cine reușește. Dincolo de povestea închisă în această carte, este atmosfera absolut terifiantă care se desprinde din fiecare capitol. Modul de abordare a unor subiecte, cum ar fi „raiul și iadul”, „visul”, este de fapt modul evolutiv al viziunilor despre paradis și infern, așa cum le găsim la autorii cunoscuți, inclusiv cei de literatură SF. Chiar și calitățile paranormale deținute de anumite persoane au și ele un context istoric. Farmecul oricărei cărți de acest gen tocmai acesta este: închide în ea un prezent al viziunilor, care cu siguranță va fi adaptat și updatat la prezentul unui autor din viitor. „Ușa de dincolo de viață” nu e doar despre toate acestea, cât despre o generație de tineri în căutare de identitate, nevoită să parcurgă etape de transformare pentru a prețui valori ca iubirea și prietenia." - Corina Ozon 
Volumul 3, "Furie Mută", e compus din două părți, prima parte înainte de primul volum, a soua parte continuarea volumului 2.
În 2021, Iulia a publicat patru cărți de poeme, denumite de ea antipoeme pe Wattpad: Lebede Negre, Singularitate, Închinarea Balanței și Prolog.

## Recenzii
- Recenzie „Flori în păr”
- Recenzie „Flori în păr” Arhivat în 3 august 2018, la Wayback Machine.
- Recenzie „Percepții Inconștiente”

## Apariții
- Stop To Shop: „Adolescenta rebelă care își pune ampreta în literatura românească” [20]
- Antena 1, Observator: „SPECIAL! Iulia, fata cu flori în păr” [21]
- Jurnalul Național: „O carte despre adolescentul contemporan” [22]
- TVR2, Actual pe 2: „Flori în păr” [23]
- Viciile generației 2000 - EVZ [24]
- Romanul apărut peste noapte - Redacția VLH [25]